# Пури (хлеб)
Пу́ри (англ. puri, poori) — жаренный во фритюре хлеб, лепёшка, приготовленная из пресного теста и цельнозерновой муки, распространённая на Индийском субконтиненте, а также в Грузии.

## Этимология
Название происходит из санскритского слова पूरिका (пурика), от पुर (пура), «наполненный». Он имеет подобное название во многих азиатских языках, в частности: гуджарати: પૂરી, ассам. পুৰি (пури), бенг. পুরি (пури), хинди पूड़ी (pūḍī), маратхи पूरी (pūrī), канн. ಪೂರಿ (пури), малаял. പൂരി , бирм. ပူရီ (pūrī), непальск. पूरी (пури), ория ପୁରି (пури), в.-пандж. ਪੁੜੀ (pūḍī), там. பூரி (пурі), телугу పూరి (Puri), урду پوری‎‎ (пури)

## В грузинской кухне
В грузинской кухне словом «пури» (პური) обозначается несколько разновидностей традиционного местного хлеба, имеющего форму различных лепёшек. Распространённым вариантом грузинского хлеба-пури является шоти-пури. Лепёшка-пури с начинкой (обычно из сыра) именуется хачапури.

## В индийской кухне
В Индии пури едят на завтрак или как закуску. Обычно пури подают с пикантным карри или блюдом бхаджи (отсюда популярное блюдо пури бхаджи), но его также можно употреблять и со сладкими блюдами. Также пури часто подают во время церемоний, в том числе, религиозных; как подношение или прасада во время молитвы или посещения храма.

### Приготовление
Пури готовится из пшеничной муки, атта (цельнозерновая мука), или сооджи (мука грубого помола, манная). В некоторых рецептах в тесто добавляют семена аджвана, семена тмина, шпината или пажитника. Тесто раскатывают в виде небольшого круга, или раскатывают и разрезают на маленькие кружочки, затем жарят в топленом или растительном масле.
При жарке во фритюре пури вздувается, потому что влага в тесте превращается в пар, который расширяет лепёшку. Когда лепёшки приобретают золотисто-коричневый цвет, их снимают и подают в горячем виде или сохраняют для последующего использования (как в случае с закусками пани пури). Если пури готовится для начинки, в готовой лепёшке пальцами делается углубление, дырочка в корочке, куда вкладывается начинка.
Свернутые пури можно наколоть вилкой перед жаркой во фритюре, чтобы приготовить плоские лепёшки для блюд chaat, bhel puri. Проколотый пури не вздувается при приготовлении, потому что во время приготовления выходит пар.

### Подача
Пури можно есть с множеством пикантных блюд, включая корма, чана масала (Chana masala), дал, карри на основе картофеля (например, saagu, bhaji, bhujia, Aloo ki tarkari, shaak, и sambharo), shrikhand и basundi. Лепёшки подают с соусами чатни.
В некоторых частях Индии пури также подают с овощным блюдом, которое готовят во время пуджи. Пури также едят со сладкими блюдами, такими как kheer (десерт, приготовленный из риса, молока и сахара) или халва. Пури часто подают на фестивалях и во время особых случаев.
На юге Индии пури почти всегда готовят для послеобеденного чая, а на восточном побережье (Андхра, Тамилнад) его редко едят с не вегетарианскими блюдами. Часто к ним подают соленые огурцы, чатни, дал масала, картофельную масалу или карри из тыквы.

### Вариации
Вариантом пури является bhatoora, который в три раза больше пури, готовится из дрожжевого теста и подается с чхоли (острым нутом). Часто это полноценный обед.
В индийском штате Одиша пури большого размера делают во время фестиваля Бали Джатра (Bali Jatra), которая называется thunka puri (Odia : ଠୁଙ୍କା ପୁରି).
Другой вариант, широко распространенный в северном индийском штате Уттар-Прадеш, — это bedvi. Это более соленый и жесткий вариант обычного пури, который часто фаршируют чечевицей.
Вариант пури, популярный в восточных штатах Западная Бенгалия и Одиша, — это лучи . В Ассаме это произносится как lusi. Лучи в Бенгалии подают с типичными гарнирами, такими как aloor dum (из картофеля), begun bhaja (жареный баклажан) и другие.
Хлеб пури, используемый для блюда пани пури, меньше и, как правило, более хрустящий, сделанный с добавлением Rava / sooji (манная крупа) в тесто.
Sev puri — вариант, который предлагают уличные торговцы, которые подают пикантные закуски чаат.
Уличные торговцы в Мумбаи подают закуску из риса и овощей bhel puri в сложенном листе пури.

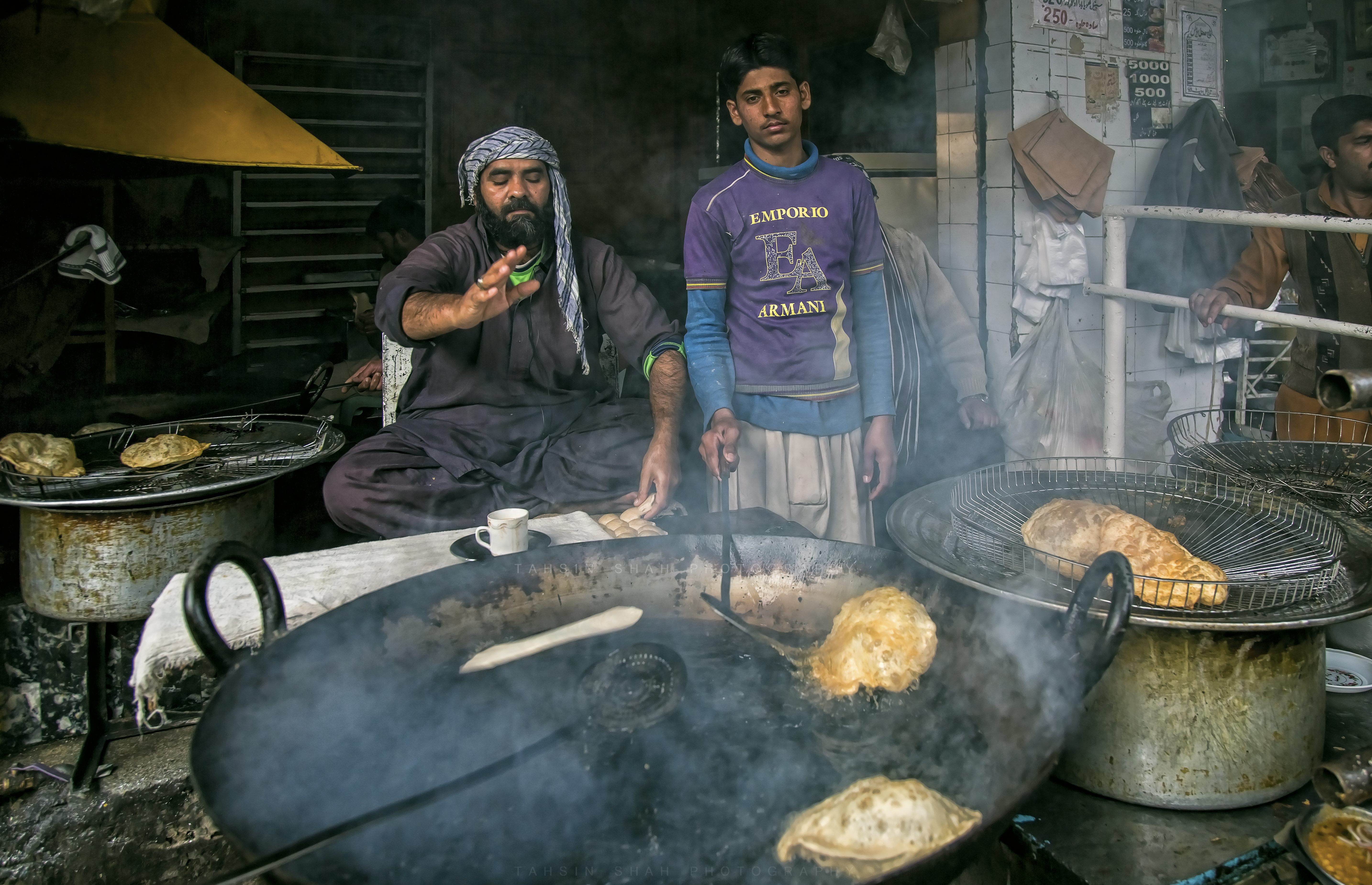
Жареные пури в Пакистане
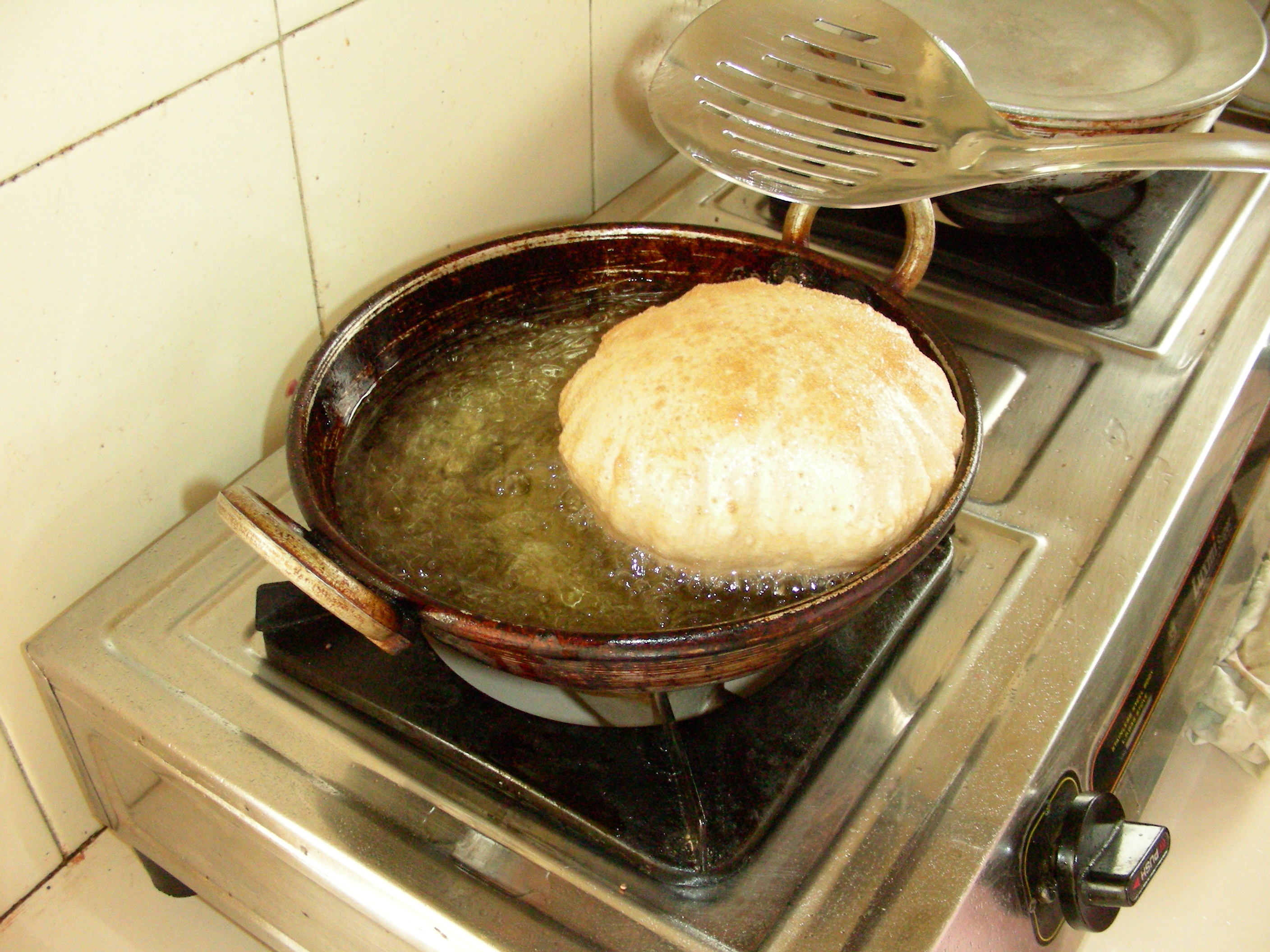
Пури по традиции хорошо прожаривают
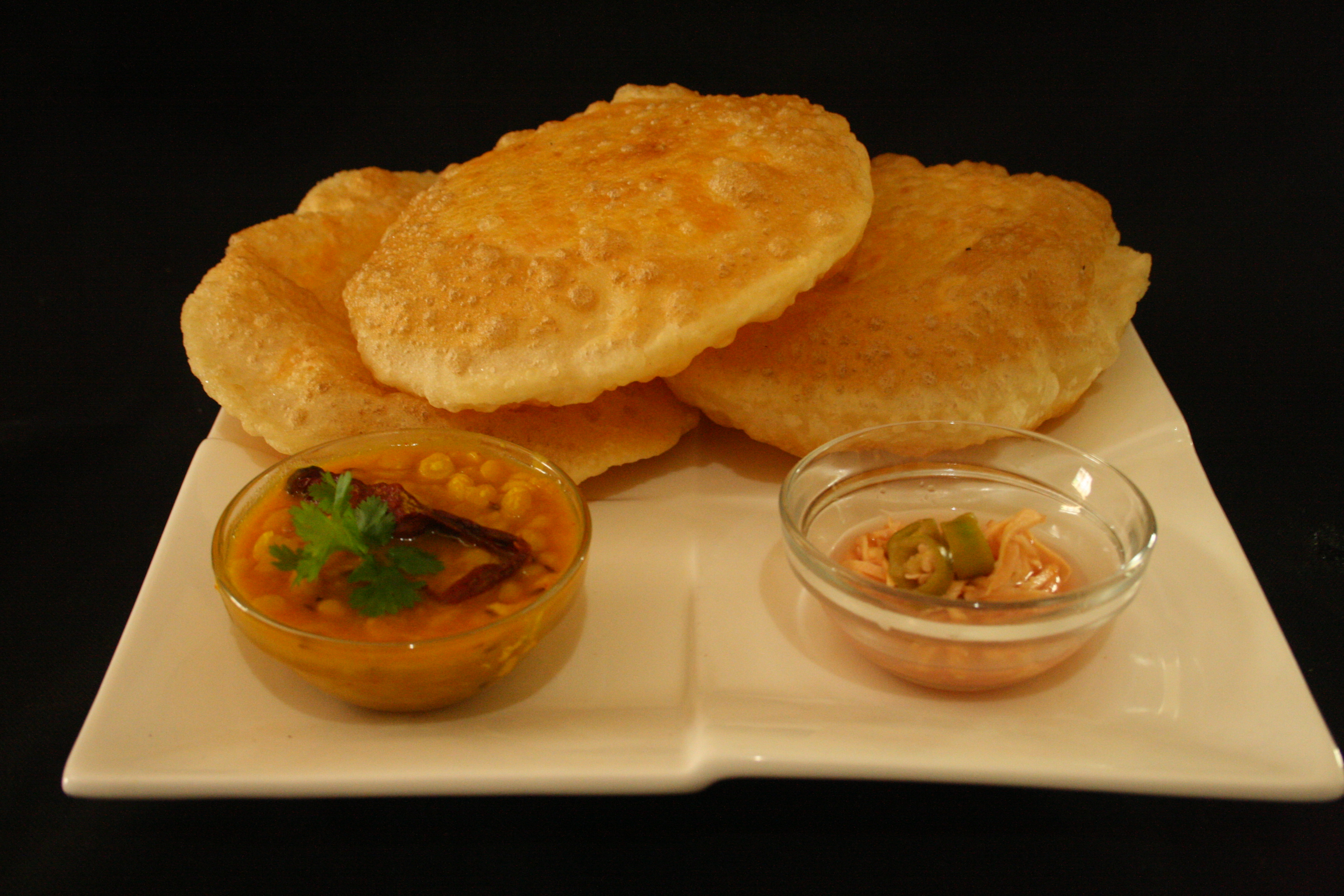
Дал пури – традиционная бенгальская версия
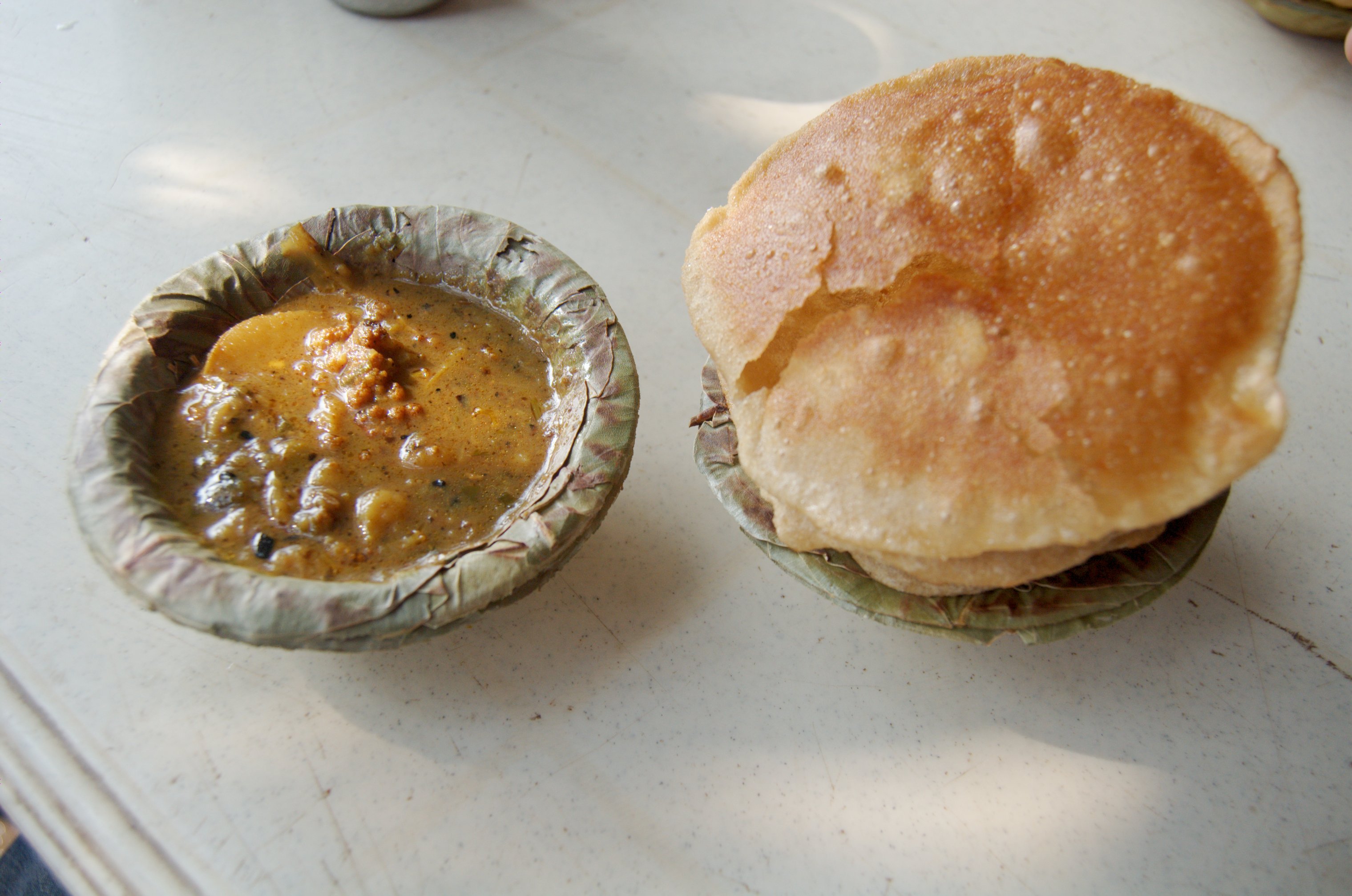
Алу пури, типичный завтрак, Варнаси
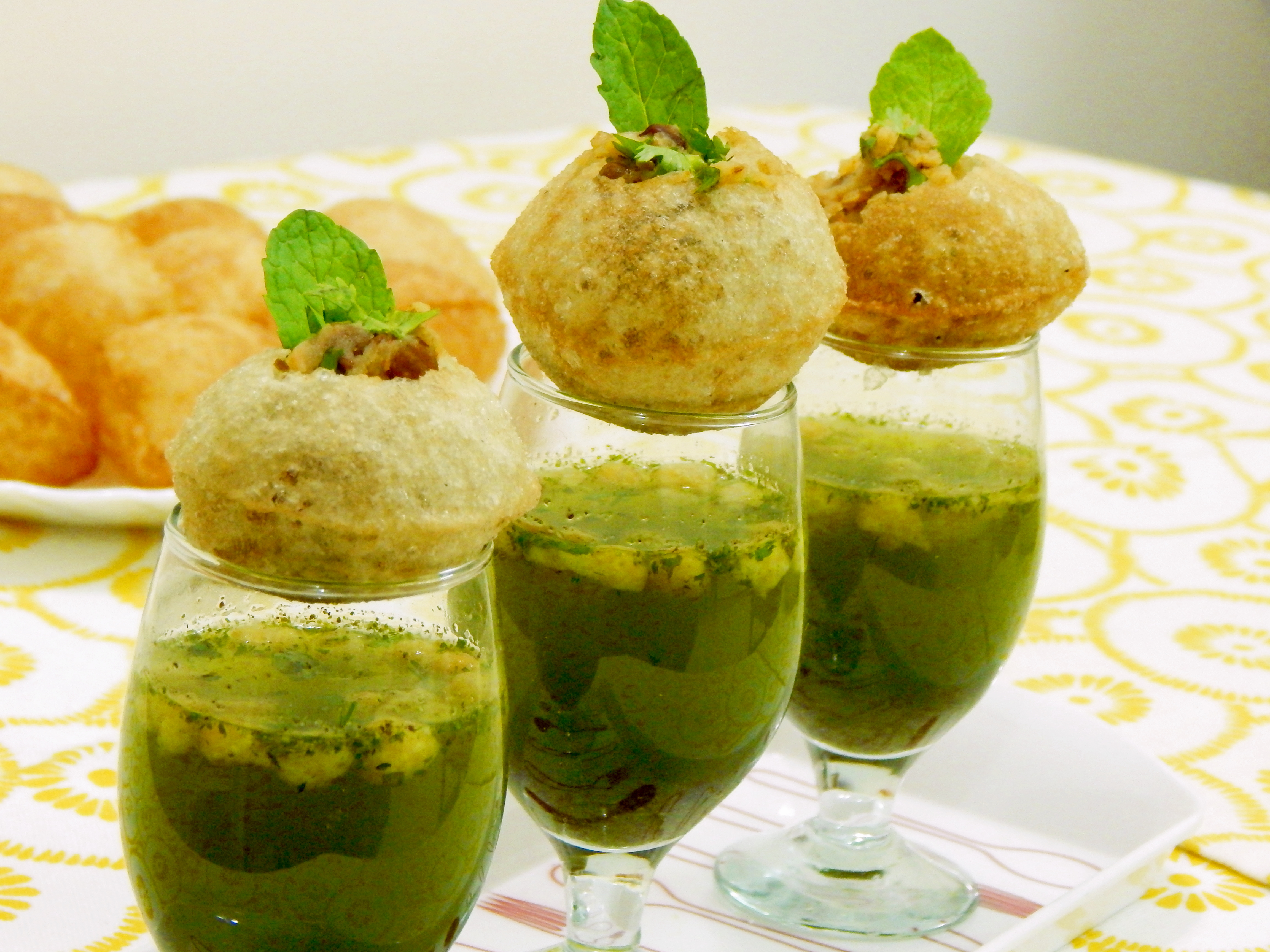
Мини-пури ингредиент закуски пани пури, они более хрустящие
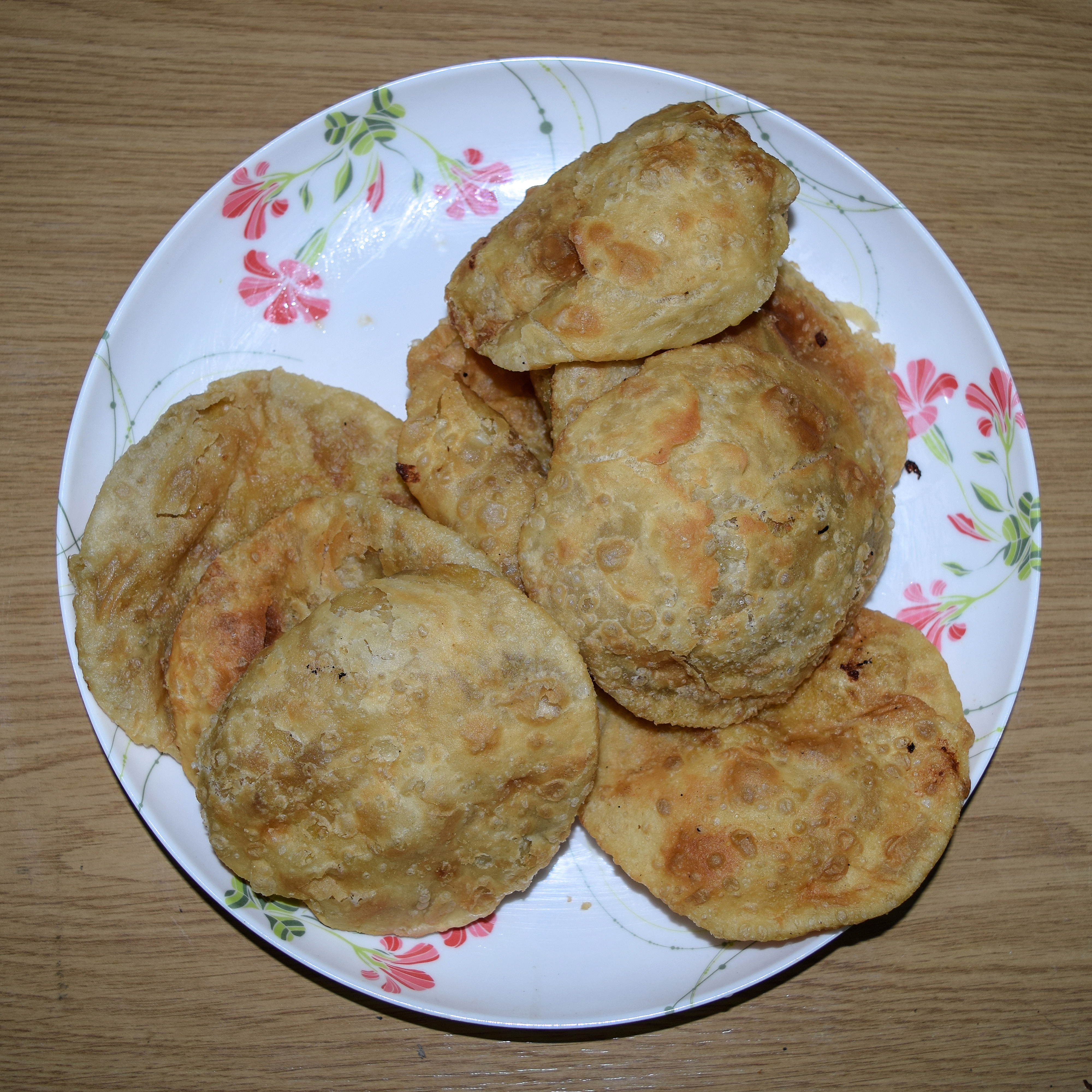
Даал пури, Бангладеш
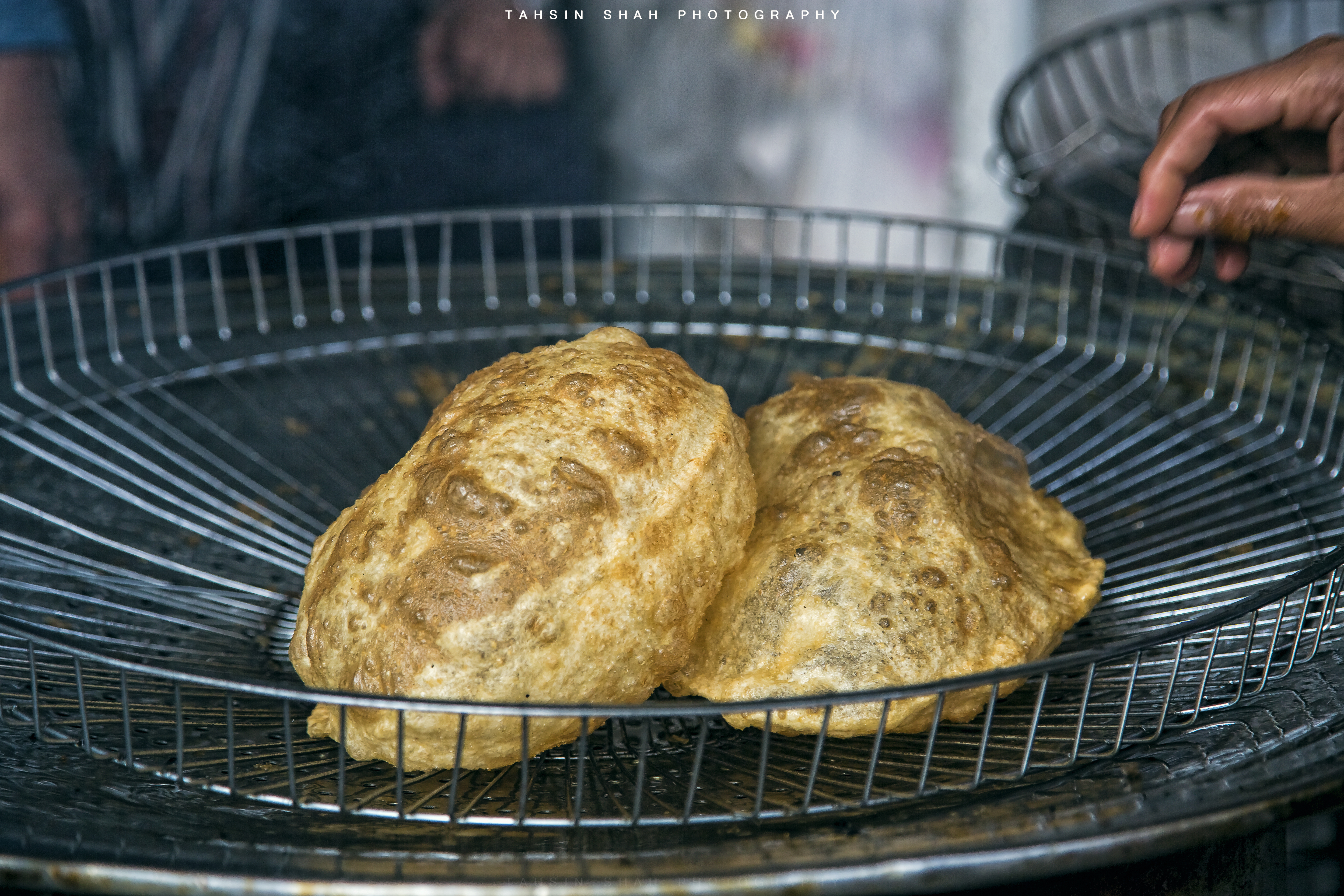
Тонкий хлеб обжаривают в масле и едят с картофельным карри из нута и сладким пудингом